# 고마타 겐지
고마타 겐지(일본어: 古俣 健次, 1964년 7월 15일~)는 일본의 축구 선수이다.

## 구단 경력
1987년 일본 사커 리그의 야마하 발동기(주빌로 이와타)에 입단했다. 1987-88년에 일본 사커 리그 우승을 차지했다. 1995년까지 112경기에 출전하여, 1득점을 넣었다. 1996년부터 1998년까지 알비렉스 니가타에서 뛰었다. 1998년후 현역 은퇴.